# Mistrovství světa juniorů v orientačním běhu 2025
Juniorské mistrovství světa v orientačním běhu 2025 (Junior World Orienteering Championships 2025) se uskuteční ve dnech 26. června až 4. července 2025 v regionech Altopiano di Piné a Valsugana v Itálii. Tato prestižní akce přivítá nejlepší juniorské orientační běžce z celého světa, kteří budou soutěžit v náročných terénech italských Alp. 

## Program Juniorského mistrovství světa v orientačním běhu 2025
Závody proběhnou v různých terénech regionů Altopiano di Piné a Valsugana, poskytujících rozmanité výzvy pro mladé závodníky.
| Baselga di Piné Centrum Mistrovství světa juniorů 2025 – BASELGA DI PINÈ, ITÁLIE | Datum            | Závod                    | Místo konání      | Doprovodné akce      |
| -------------------------------------------------------------------------------- | ---------------- | ------------------------ | ----------------- | -------------------- |
| Baselga di Piné Centrum Mistrovství světa juniorů 2025 – BASELGA DI PINÈ, ITÁLIE | 26. června 2025  | Příjezd, modelové závody | Altopiano di Piné |                      |
| Baselga di Piné Centrum Mistrovství světa juniorů 2025 – BASELGA DI PINÈ, ITÁLIE | 27. června 2025  | Long (klasická trať)     | Valsugana         | Slavnostní zahájení  |
| Baselga di Piné Centrum Mistrovství světa juniorů 2025 – BASELGA DI PINÈ, ITÁLIE | 28. června 2025  | Middle kvalifikace       | Altopiano di Piné |                      |
| Baselga di Piné Centrum Mistrovství světa juniorů 2025 – BASELGA DI PINÈ, ITÁLIE | 29. června 2025  | Middle finále            | Altopiano di Piné |                      |
| Baselga di Piné Centrum Mistrovství světa juniorů 2025 – BASELGA DI PINÈ, ITÁLIE | 30. června 2025  | Volný den                |                   |                      |
| Baselga di Piné Centrum Mistrovství světa juniorů 2025 – BASELGA DI PINÈ, ITÁLIE | 1. července 2025 | Sprint                   | Valsugana         |                      |
| Baselga di Piné Centrum Mistrovství světa juniorů 2025 – BASELGA DI PINÈ, ITÁLIE | 2. července 2025 | Štafety                  | Altopiano di Piné | Slavnostní zakončení |
| Baselga di Piné Centrum Mistrovství světa juniorů 2025 – BASELGA DI PINÈ, ITÁLIE | 3. července 2025 | Odjezd                   |                   |                      |